# 喬玄副克里介
喬玄副克里介（学名：Parakrithe chiaohsüani）为荊花介科副克里介屬下的一个种。